# Campeonato Sudamericano de Voleibol Masculino Sub-19 de 2004

El XIV Campeonato Sudamericano de Voleibol Masculino Sub-19 es un torneo de selecciones que se llevará a cabo en Cali, Colombia del 5 al 9 de julio de 2004. El torneo es organizado por la Confederación Sudamericana de Voleibol (CSV) y otorga dos cupos para el Campeonato Mundial de Voleibol Masculino Sub-19 de 2005.

## Equipos participantes
- Argentina
- Brasil
- Chile
- Colombia
- Perú
- Venezuela

## Campeón
| Brasil            |
| Campeón           |
| Brasil 14° título |

## Posiciones finales
| Pos | Equipo    |
| --- | --------- |
|     | Brasil    |
|     | Argentina |
|     | Colombia  |
| 4   | Chile     |
| 5   | Venezuela |
| 6   | Perú      |

## Clasificados alCampeonato Mundial de Voleibol Masculino sub-19 de 2005
| Bandera de Brasil | Bandera de Argentina |
| Brasil            | Argentina            |